# Persone di nome Thomas/Giocatori di football americano
| Questa pagina contiene informazioni ricavate automaticamente dalle voci biografiche con l'ausilio del template Bio e di un bot. L'aggiornamento è periodico e automatico e ricostruisce completamente la pagina. Se manca una persona in questa lista, sei pregato di non aggiungerla, ma accertati piuttosto che la sua voce biografica contenga il template Bio e che i dati anagrafici siano correttamente compilati. Se il template Bio manca, inseriscilo tu stesso o, in alternativa, metti l'avviso {{tmp\|Bio}} che ne segnala la mancanza. Se i dati riportati sono sbagliati, correggi direttamente la voce biografica; le modifiche saranno visibili in questa lista entro pochi giorni. Per chiarimenti vedi il progetto antroponimi. La lista contiene solo le 65 persone che sono citate nell'enciclopedia e per le quali è stato implementato correttamente il template Bio. Pagina aggiornata al 6 mag 2025. |

Questa è una lista di persone presenti nell'enciclopedia che hanno il nome Thomas e sono giocatori di football americano.

## A(3)
- Tommie Agee, ex giocatore di football americano statunitense (Maplesville, n. 1964)
- Tom Andrews, ex giocatore di football americano statunitense (Parma, n. 1962)
- Tommy Vardell, ex giocatore di football americano statunitense (El Cajon, n. 1969)

## B(4)
- Tom Brady, ex giocatore di football americano statunitense (San Mateo, n. 1977)
- Tom Brookshier, giocatore di football americano statunitense (Roswell, n. 1931 - Garland, † 2010)
- Tom Brown, giocatore di football americano e giocatore di baseball statunitense (Laureldale, n. 1940 - Salisbury, † 2025)
- Ted Brown, ex giocatore di football americano statunitense (High Point, n. 1957)

## C(5)
- Tom Carter, ex giocatore di football americano statunitense (St. Petersburgh, n. 1972)
- Tommy Casanova, ex giocatore di football americano statunitense (Crowley, n. 1950)
- Tom Cousineau, giocatore di football americano statunitense (Fairview Park, n. 1957)
- Tom Crabtree, giocatore di football americano statunitense (Columbus, n. 1985)
- Tom Curtis, ex giocatore di football americano statunitense (Cleveland, n. 1947)

## D(3)
- Thomas Davis, giocatore di football americano statunitense (Shellman, n. 1983)
- Tommy DeVito, giocatore di football americano statunitense (Livingstone, n. 1998)
- Tom Dempsey, giocatore di football americano statunitense (Milwaukee, n. 1947 - New Orleans, † 2020)

## F(6)
- Tom Farris, giocatore di football americano statunitense (Casper, n. 1920 - † 2002)
- Tom Fears, giocatore di football americano e allenatore di football americano statunitense (Guadalajara, n. 1922 - † 2000)
- Thomas Fileccia, giocatore di football americano francese (Marsiglia, n. 1999)
- Thomas Fletcher, giocatore di football americano statunitense (San Ramon, n. 1998)
- Tom Flores, ex giocatore di football americano e allenatore di football americano statunitense (Sanger, n. 1937)
- Tim Foley, giocatore di football americano statunitense (Evanston, n. 1948 - St. Augustine, † 2023)

## G(4)
- Tommy Gallarda, giocatore di football americano statunitense (Brea, n. 1988)
- Tom Goode, giocatore di football americano statunitense (West Point, n. 1938 - West Point, † 2015)
- Thomas Graham Jr., giocatore di football americano statunitense (Rancho Cucamonga, n. 1999)
- Tom Graham, giocatore di football americano statunitense (Los Angeles, n. 1950 - Denver, † 2017)

## H(4)
- Tom Harmon, giocatore di football americano statunitense (Rensselaer, n. 1919 - Los Angeles, † 1990)
- Thomas Harper, giocatore di football americano statunitense (Knoxville, n. 2000)
- T.J. Hockenson, giocatore di football americano statunitense (Chariton, n. 1997)
- Thomas Howard, giocatore di football americano statunitense (Lubbock, n. 1983 - Contea di Alameda, † 2013)

## J(2)
- Tom Jackson, ex giocatore di football americano statunitense (Cleveland, n. 1951)
- Thomas Jones, ex giocatore di football americano e attore statunitense (Big Stone Gap, n. 1978)

## K(4)
- Thom Kaumeyer, ex giocatore di football americano e allenatore di football americano statunitense (San Diego, n. 1967)
- Thomas Kilchmann, giocatore di football americano svizzero (n. 1994)
- Tommy Kramer, ex giocatore di football americano statunitense (San Antonio, n. 1955)
- Thomas Kugler, giocatore di football americano tedesco (n. 1998)

## L(4)
- Tom Landry, giocatore di football americano e allenatore di football americano statunitense (Mission, n. 1924 - Dallas, † 2000)
- T.J. Lang, ex giocatore di football americano statunitense (Ferndale, n. 1987)
- Thomas Lewis, ex giocatore di football americano statunitense (Akron, n. 1972)
- Tom Lynch, ex giocatore di football americano statunitense (Chicago, n. 1955)

## M(7)
- Tom Mack, ex giocatore di football americano statunitense (Cleveland, n. 1943)
- Tommy Maddox, ex giocatore di football americano statunitense (Shreveport, n. 1971)
- Tommy Mason, giocatore di football americano statunitense (Lake Charles, n. 1939 - Eden Prairie, † 2015)
- Tom Matte, giocatore di football americano statunitense (Pittsburgh, n. 1939 - Towson, † 2021)
- Tommy McDonald, giocatore di football americano statunitense (Roy, n. 1934 - Audubon, † 2018)
- Tom Mitchell, giocatore di football americano statunitense (Newport, n. 1944 - Cape Coral, † 2017)
- Thomas Morstead, giocatore di football americano statunitense (Houston, n. 1986)

## N(3)
- Tom Nalen, ex giocatore di football americano statunitense (Foxborough, n. 1971)
- Tommy Nobis, giocatore di football americano statunitense (San Antonio, n. 1943 - † 2017)
- Tom Nowatzke, ex giocatore di football americano statunitense (La Porte, n. 1942)

## O(1)
- Tom Osborne, ex giocatore di football americano, allenatore di football americano e politico statunitense (Hastings, n. 1937)

## P(1)
- Thomas Pichlmann, giocatore di football americano e ex calciatore austriaco (Vienna, n. 1981)

## R(6)
- Tom Rathman, ex giocatore di football americano e allenatore di football americano statunitense (Grand Island, n. 1962)
- Thomas Rauch, ex giocatore di football americano tedesco
- Thomas Rawls, giocatore di football americano statunitense (Flint, n. 1993)
- John Reaves, giocatore di football americano statunitense (Anniston, n. 1950 - Tampa, † 2017)
- Tom Rouen, ex giocatore di football americano e allenatore di football americano statunitense (Hinsdale, n. 1968)
- Tom Ruud, giocatore di football americano statunitense (Olivia, n. 1953)

## S(5)
- Thomas Sanders, ex giocatore di football americano statunitense (Giddins, n. 1962)
- Tom Savage, giocatore di football americano statunitense (Springfield, n. 1990)
- Thomas Schnurrer, ex giocatore di football americano austriaco (n. 1997)
- Thomas Smith, ex giocatore di football americano statunitense (Gatesville, n. 1970)
- Tommy Stevens, giocatore di football americano statunitense (Indianapolis, n. 1996)

## T(3)
- Tom Thayer, ex giocatore di football americano statunitense (Joliet, n. 1961)
- Tommy Townsend, giocatore di football americano statunitense (Orlando, n. 1996)
- Tom Tupa, ex giocatore di football americano statunitense (Cleveland, n. 1966)